# Язинка

Язинка — река в России, протекает в Белохолуницком районе Кировской области. Устье реки находится в 890 км по левому берегу реки Вятка. Длина реки составляет 17 км.
Река берёт начало в обширных болотах на левом берегу Вятки напротив посёлка Нагорск. Река течёт на юго-запад, затем на юг. Всё течение проходит по заболоченному лесу. В среднем течении протекает озеро Глухое. Приток — Кочуриха (левый). Впадает в Вятку в селе Полом (центр Поломского сельского поселения).

## Данные водного реестра
По данным государственного водного реестра России относится к Камскому бассейновому округу, водохозяйственный участок реки — Вятка от истока до города Киров, без реки Чепца, речной подбассейн реки — Вятка. Речной бассейн реки — Кама.
По данным геоинформационной системы водохозяйственного районирования территории РФ, подготовленной Федеральным агентством водных ресурсов:
- Код водного объекта в государственном водном реестре — 10010300212111100031440
- Код по гидрологической изученности (ГИ) — 111103144
- Код бассейна — 10.01.03.002
- Номер тома по ГИ — 11
- Выпуск по ГИ — 1